# Бахотек
Бахотек (пол. Bachotek, нім. Bachottek, 1939-45: Berholt) — село в Польщі, у гміні Збічно Бродницького повіту Куявсько-Поморського воєводства.
У 1975-1998 роках село належало до Торунського воєводства.